# 穆拉市镇
穆拉市镇（瑞典語：Mora Kommun）是瑞典中部達拉納省的一個市镇，治所位於穆拉。
该市镇成立於1971年，由四個旧市镇合併而成。

## 外部連結
- 官方网站  （瑞典文）

61°01′N 14°32′E / 61.017°N 14.533°E